# Born in the U.S.E.
Born in the U.S.E. - Nato negli Stati Uniti d'Europa è un film documentario del 2015 diretto da Michele Diomà e co-prodotto da Renzo Rossellini.

## Trama
Il film è una riflessione su quello che è stato il cinematografo dalla sua nascita fino ai nostri giorni. All'interno del film vi sono diverse microstorie di fiction che raccontano alcuni caratteri peculiari del cinema, in primis, quello di poter narrare la verità sia pure attraverso uno strumento che si regge su un gioco di illusioni. Nel film compaiono diverse scene d'archivio tratte da opere di Roberto Rossellini come Roma città aperta e Paisà. Nell'opera è presente l'ultima apparizione di Francesco Rosi, scomparso pochi mesi dopo.

## Produzione
Nel documentario compaiono Francesco Rosi, Giuseppe Tornatore, Luis Bacalov, Donald Ranvaud e Sebastiano Gavasso.

## Distribuzione
Nel marzo 2015 il film è stato presentato alla 30ª edizione del Festival internazionale del cinema di Guadalajara (Messico)
Rai Cinema Channel ha mostrato gratuitamente il film il 28 dicembre del 2015, in occasione dei 120 anni della nascita del cinema.